# Ндає Муламба
П'єрр Ндає Муламба (фр. Pierre Ndaye Mulamba, 4 листопада 1948, Лулуаборг — 26 січня 2019, Йоганнесбург) — заїрський футболіст, що грав на позиції нападника. Переможець Кубка африканських чемпіонів. У складі збірної — володар Кубка африканських націй.

## Клубна кар'єра
Муламба народився 4 листопада 1948 року в Лулуабурзі (нині Кананга), Бельгійське Конго. У 15 років він почав грати у футбол у клубі «Ренесанс дю Касаї». Паралельно з футболом під тиском свого батька Муламба проходив навчання, щоб стати вчителем.
У 1972 році він остаточно зробив вибір на користь футболу і перестає працювати за фахом в Лулуабурзі, приєднавшись до клубу «Бантус» з Мбужі-Майї. 
У 1973 році Ндає перейшов до клубу «Віта Клуб» з Кіншаси, з яким виграв Африканський кубок чемпіонів. У 1981 році П'єр Ндає Муламба завершив свою кар'єру, вдруге вийшовши зі своєю командою у фінал Африканського кубка чемпіонів, втім цього разу виграти трофей не вдалося.

## Виступи за збірні
У 1967 році футболіст був вперше викликаний в збірну Демократичної Республіки Конго і провів свій перший матч у її складі. У 1974 році Муламба грав за Заїр як в Кубку Африканських Націй в Єгипті, так і на чемпіонаті світу у ФРН. У Єгипті він забив дев'ять голів, встановивши новий рекорд турніру, завдяки чому Заїр завоював трофей. Футболіст вийшов на поле в обох фінальних матчах проти Замбії, відзначившись у кожному з них двома забитими м'ячами. Муламба був названий найкращим гравцем турніру і був нагороджений Орденом Леопарда президентом Мобуту Сесе Секо. 
На чемпіонаті світу він взяв участь у матчах проти Шотландії (0:2) і Югославії, в останньому з яких він був вилучений на 23 хвилині. Заїр вже програвав 4:0 до того часу і, врешті-решт, програв 9:0. Згодом Муламба пропустив останній матч проти Бразилії і був дискваліфікований на три гри, а Заїр покинув турнір на стадії групового етапу, так і не забивши жодного м'яча. Пізніше гравець заявляв, що причина невдалого виступу на турнірі криється або в протесті футболістів, або в зламі морального духу після того, як команда не отримала обіцяні бонуси в розмірі 45 000 доларів. 
У 1976 році він брав участь у Кубку африканських націй і забив гол у матчі проти Судану (1:1).
Загалом протягом кар'єри у національній команді провів у її формі 20 матчів і забив 10 голів.

## Подальше життя
У 1994 році Муламба був удостоєний почестей на Кубку африканських націй 1994 року в Тунісі. Після повернення в Заїр він був поранений в ногу грабіжниками, які помилково вирішили, що він є багатою людиною. Протягом восьми місяців до повного одужання Муламбу безкоштовно лікував доктор Еммануель Пайє-Пайє. Під час Першої конголезької війни старший син футболіста був убитий, а в 1996 році Ндає втік до ПАР як біженець, самотній і знедолений. Він відправився в Йоганнесбург, а потім в Кейптаун, де його прихистила сім'я з селища. У 1998 році на Кубку африканських націй в Буркіна-Фасо відбулася хвилина мовчання після помилкового повідомлення про те, що Муламба помер в результаті аварії на алмазній шахті в Анголі. До того часу Муламба був безробітним і сильно пив.
До 2010 року Муламба працював тренером місцевих аматорських команд і одружився з місцевою жінкою. У 2008 році вийшов документальний фільм «Забуте золото», що розповідав про життя Муламби і його поїздці в ДР Конго. Пізніше футболіст також зустрівся з Денні Джорданом, головою оргкомітету чемпіонату світу 2010 року.
Помер 26 січня 2019 року на 71-му році життя у місті Йоганнесбург.

## Титули і досягнення

### Командні
- Чемпіон Заїру (4):

«Віта Клуб»: 1973, 1975, 1977, 1980
- Переможець Кубка африканських чемпіонів (1):

«Віта Клуб»: 1973
- Володар Кубка африканських націй (1):

Заїр: 1974

### Особисті
- Найкращий бомбардир Кубка африканських націй: 1974 (9 голів)